# Walke (Backnang)
Walke (auch Obere Walke) ist eine abgegangene Wassermühle im Stadtgebiet von Backnang, einer Großen Kreisstadt im baden-württembergischen Rems-Murr-Kreis. Die Siedlung ging aus einer Walkmühle hervor, die im 17. Jahrhundert als Ersatz für die im Dreißigjährigen Krieg abgebrannte Siedlung Taus entstanden ist. 1934 wurde die Mühle von der Stadt gekauft und bis 1938 restlos abgebrochen.

## Lage
Die Siedlung Walke lag etwa 1 Kilometer östlich der Altstadt an einem etwa 200 Meter langen, rechts von der Murr abzweigenden Mühlkanal. An die Siedlung erinnert noch der Straßenname Walksteige.

## Geschichte
Nach erhaltenen Urkunden befanden sich bereits zu Beginn des 15. Jahrhunderts eine Lohmühle und eine Eisenschmiede in dem Gebiet. 1413 übertrug Ulrich von Winkental, Propst des Augustiner-Chorherrenstifts Backnang, dem Hagen Schmied den Eisenhammer. Die Taus genannte Siedlung wurde im Dreißigjährigen Krieg zerstört, doch schon kurz nach dem Friedensschluss (1650) wiederaufgebaut. Die neue Mühle wurde Walkmühle oder kurz Walke genannt. Die Anlage diente auch als Sägewerk und Ölmühle, allerdings wurde die Ölschlägerei schon früh aufgegeben. Zu Beginn des 19. Jahrhunderts diente die Mühle als Weißgerber- und Tuchmacherwalke und hatte zwei Wasserräder. Ab 1906 war die Mühle im Besitz der Kunstlederfabrik Thomä. 1934 wurde das Grundstück von der Stadt erworben und abgerissen. Im Zuge der Begradigung der Murr wurde auch der Mühlkanal zugeschüttet. Bis 1938 wurden sämtliche Anlagen entfernt.